# Spadacenta
Spadacenta (Spadazenta o Spaazenta in veneto) è una frazione del comune italiano di Annone Veneto, in provincia di Venezia.

## Geografia fisica
Spadacenta è la frazione più vicina al capoluogo comunale in quanto le due piazze distano appena 1 km. Si sviluppa lungo la strada provinciale 61 che collega la strada statale 53 Postumia all'altezza di Annone Veneto con la strada statale 14 Triestina in località Bivio nel comune di San Stino di Livenza.
Spadacenta confina con il capoluogo a nord e a sud con la frazione di Giai. La ferrovia Portogruaro-Treviso fa da confine tra le due frazioni. A nord-est confina inoltre con la località Carline di Pramaggiore.

## Storia
Il toponimo Spadacenta deriva da un denominazione riferita alla centuriazione romana: spatha "cippo confinario" e cincta "luogo recintato".
La sua storia è legata a quella di Annone Veneto.

## Monumenti e luoghi d'interesse
In località Polvaro è presente villa Polvaro, ora sede di un'importante azienda vitivinicola.
Sulla strada provinciale 61 sorge la chiesa della frazione, dedicata ai Santi Pietro e Paolo e dipendente dalla parrocchia di Annone. Come ricorda la prima pietra posta sul muro esterno dell'abside, fu iniziata nel 1929 grazie alla volontà degli abitanti, molti dei quali parteciparono alla costruzione. È a croce latina con un'unica navata centrale, anche se il progetto originario ne prevedeva tre (non furono realizzate per motivi economici). Degna di nota la pala San Pietro con le chiavi, opera del pittore locale Juti Ravenna.

## Cultura

### Eventi
Il 5 gennaio ha luogo la casera, una tradizione tipica di tutto il Nord-est che consiste nel bruciare un grande falò che simboleggia il passato, quale buon auspicio per il nuovo anno.
Il 29 giugno, giorno dei santi patroni Pietro e Paolo, viene celebrata una messa, inaugurando un ciclo di celebrazioni che si svolgono ogni mercoledì sino al mese di ottobre.

## Economia
L'agricoltura della frazione conta sulla coltivazione di cereali, mais e soia. Una parte degli appezzamenti sono dedicati alla coltivazione della vite; l'area infatti ricade nella zona dei vini DOC Lison-Pramaggiore.
La zona più ad est della frazione comprende, in comune con il territorio del capoluogo comunale, la zona industriale Quattro Strade, con alcune aziende del settore del legno.

## Infrastrutture e trasporti
L'unica arteria stradale degna di nota è la strada provinciale 61 "San Stino di Livenza-Annone Veneto-Pravisdomini", lungo la quale si sviluppa la frazione.
A sud transita la ferrovia Treviso-Portogruaro. La fermata più vicina è denominata "Annone Veneto" e si trova tra Spadacenta stessa e Giai.
Esiste inoltre una fermata dell'azienda di trasporti ATVO per le linee 28 (Gruaro-Venezia) e 50 (Caorle-Motta di Livenza-Pordenone).